# Калети
Калети (пољ. Kalety) је град у Пољској у Војводству Шлеском у Повјату tarnogórski. Према попису становништва из 2011. у граду је живело 8.676 становника.

## Становништво
Према прелиминарним подацима са пописа, у граду је 2011. живело 8.676 становника.
| 2002. | 2011. | 2012. |
| ----- | ----- | ----- |
| 8.760 | 8.676 | 8.658 |

## Партнерски градови
- Витков